# میماس (انه‌اید)
میماس (انگلیسی: Mimas) یک شخصیت اسطوره‌شناسی یونانی بود که در انه‌اید ویرژیل ظاهر شد. او پسر آمیکوس و تیانو بود. او یک اشراف تروجان تروآیی بود که، با آئنیاس به ایتالیا رفت و در آنجا توسط مزنتیوس کشته شد.